# Municipio de Hale (Ohio)
El municipio de Hale (en inglés: Hale Township) es un municipio ubicado en el condado de Hardin en el estado estadounidense de Ohio. En el año 2010 tenía una población de 1590 habitantes y una densidad poblacional de 16,79 personas por km².

## Geografía
El municipio de Hale se encuentra ubicado en las coordenadas 40°32′6″N 83°30′42″O / 40.53500, -83.51167. Según la Oficina del Censo de los Estados Unidos, el municipio tiene una superficie total de 94.68 km², de la cual 94,63 km² corresponden a tierra firme y (0,05 %) 0,04 km² es agua.

## Demografía
Según el censo de 2010, había 1590 personas residiendo en el municipio de Hale. La densidad de población era de 16,79 hab./km². De los 1590 habitantes, el municipio de Hale estaba compuesto por el 98,11 % blancos, el 0,57 % eran afroamericanos, el 0,31 % eran asiáticos, el 0,44 % eran de otras razas y el 0,57 % eran de una mezcla de razas. Del total de la población el 1,32 % eran hispanos o latinos de cualquier raza.